# ШОУМАSТГОУОН
«ШОУМАSТГОУОН» — шоу перевтілень на Новому каналі, українська адаптація міжнародного проєкту «Your Face Sounds Familiar». Учасники шоу приміряють на себе образи відомих людей минулого й сьогодення, стараючись бути максимально схожими оригінал. Ведуча проєкту — Марія Єфросініна.

## Опис проєкту
У шоу беруть участь вісім знаменитостей (співаки, актори, телеведучі). У кожному випуску їм потрібно перевтілитися в зірок музики, намагаючись перейняти оригінальний стиль артиста, від зовнішності і манери рухатися до тембру голосу. Журі, яке складається з чотирьох осіб, оцінює в кінці кожного випуску побачене за системою, схожою на розподіл балів на конкурсі «Євробачення»: кожен із членів журі виставляє бали від 4 (3) до 12; найкращий виступ, на думку члена журі, отримує оцінку 12.
Після оголошення оцінок журі кожен з учасників вибирає одного суперника, якому він хоче присудити додаткові 5 балів. Причини можуть бути різними: учасники можуть обрати суперника, чий виступ їм найбільше сподобалося, або підтримати суперника, який виступив невдало, або не отримав достатньо балів від членів журі. По закінченню кожного випуску учасники дізнаються, кого їм доведеться зображати у наступний раз.
Бали, що набираються учасниками, накопичуються, і в результаті чотири учасники з найбільшою кількістю балів проходять у фінал, де шляхом глядацького голосування в прямому ефірі визначається переможець сезону.

## Учасники

### 1 сезон
- Микита Пресняков
- Тимур Родрігез
- Ірма Вітовська
- Надія Мейхер
- Анастасия Задорожная
- Надія Дорофєєва
- Олександр Кривошапко
- Дмитро Коляденко

### 2 сезон
- Вітас
- Наталья Подольская
- Татьяна Буланова
- Ренат Ибрагимов
- Наталі (співачка)
- Дмитрий Колдун
- Жасмін (співачка)
- Микита Пресняков

### 3 сезон
- Азіза
- Стас Костюшкін
- Влад Топалов
- Поліна Гагаріна
- Олена Максімова
- Оскар Кучера
- Аглая Шіловська
- Родіон Газманов

## Сезони
| 1 | 7 жовтня 2012 | 9 грудня 2012   | Микита Пресняков | Тимур Родрігес | Ірма Вітовська   | Надія Мейхер    | Марія Єфросініна | В'ячеслав Манучаров | Олена Гребенюк | Ольга Фреймут | Юрій Гальцев |
| 2 | 12 січня 2015 | 16 березня 2015 | Вітас            | Дмитрий Колдун | Татьяна Буланова | Ренат Ибрагимов | Марія Єфросініна | В'ячеслав Манучаров | Олена Гребенюк | Ольга Фреймут | Юрій Гальцев |
| 3 | 12 січня 2018 | 16 березня 2018 | Оскар Кучера     | Азіза          | Родіон Газманов  | Стас Костюшкін  | Марія Єфросініна | В'ячеслав Манучаров | Олена Гребенюк | Ольга Фреймут | Юрій Гальцев |

### Випуск 1 (12 січня 2015)
| № | Учасник         | Образ              | Пісня                              | В'ячеслав Манучаров | Олена Гребенюк | Ольга Фреймут | Юрій Гальцев | 5 балів            | Всього |
| - | --------------- | ------------------ | ---------------------------------- | ------------------- | -------------- | ------------- | ------------ | ------------------ | ------ |
| 1 | Азіза           | Елтон Джон         | Sorry Seems To Be The Hardest Word | 9                   | 9              | 10            | 12           | Костюшкин          | 45     |
| 2 | Стас Костюшкін  | Лайма Вайкуле      | Єщіо не вечер                      | 10                  | 7              | 7             | 7            | Азиза              | 36     |
| 3 | Влад Топалов    | Джон Бон Джові     | Wanted Dead or Alive               | 4                   | 8              | 8             | 4            |                    | 24     |
| 4 | Поліна Гагаріна | Елвіс Преслі       | Blue Suede Shoes                   | 5                   | 4              | 6             | 6            | Топалов            | 26     |
| 5 | Олена Максімова | Жанна Агузарова    | Ты, только ты                      | 6                   | 5              | 4             | 5            | Гагарина,Кучера    | 30     |
| 6 | Оскар Кучера    | Мадонна            | Hung Up                            | 12                  | 10             | 9             | 10           | Максмова, Газманов | 51     |
| 7 | Аглая Шиловська | Наталя Могилевська | Полюби меня такой                  | 7                   | 6              | 5             | 9            |                    | 27     |
| 8 | Родіон Газманов | Йосип Кобзон       | А у нас во дворе                   | 8                   | 12             | 12            | 8            | Шиловская          | 45     |

Рахунок після першого випуску:
1. Оскар Кучера — 51  бал
2. Азіза —  45 бали
3. Родіон Газманов —   45 балів
4. Стас Костюшкін —  36 бали
5. Олена Максимова —  30 балів
6. Аглая Шиловская  — 27 балів
7. Поліна Гагаріна — 26 бали
8. Влад Топалов — 24 балів

### Випуск 2 (19 січня 2018)
| № | Учасник         | Образ               | Пісня                           | В'ячеслав Манучаров | Олена Гребенюк | Ольга Фреймут | Юрій Гальцев | 5 балів             | Всього |
| - | --------------- | ------------------- | ------------------------------- | ------------------- | -------------- | ------------- | ------------ | ------------------- | ------ |
| 1 | Азіза           | Олександр Розенбаум | Вальс-Бостон                    | 12                  | 10             | 12            | 12           | Костюшкін           | 51     |
| 2 | Стас Костюшкін  | Монсеррат Кабальє   | Habanera                        | 10                  | 8              | 10            | 6            | Кучера              | 39     |
| 3 | Влад Топалов    | Святослав Вакарчук  | Без Бою                         | 4                   | 4              | 4             | 4            | Гагаріна, Максимова | 26     |
| 4 | Поліна Гагаріна | Ані Лорак           | Ч Первои Улыбки                 | 9                   | 12             | 9             | 7            |                     | 37     |
| 5 | Олена Максимова | Дженніфер Лопес     | Let's Get Loud                  | 5                   | 5              | 8             | 5            |                     | 23     |
| 6 | Оскар Кучера    | Ілля Лагутенко      | Невеста                         | 8                   | 7              | 5             | 9            | Азіза, Топалов      | 39     |
| 7 | Аглая Шиловська | Брітні Спірс        | Oops!…I Did It Again            | 6                   | 6              | 6             | 8            | Газманов            | 31     |
| 8 | Родіон Газманов | Стіві Вандер        | I Just Called to Say I Love You | 7                   | 9              | 7             | 10           | Шиловська           | 38     |

Рахунок після першого випуску:
1. Азіза —  96 бали
2. Оскар Кучера — 90 бал
3. Родіон Газманов —   83 балів
4. Стас Костюшкін —  75 бали
5. Поліна Гагаріна — 63 бали
6. Аглая Шиловская  — 58 балів
7. Олена Максимова —  53 балів
8. Влад Топалов — 50 балів

### Випуск 3 (26 січня 2018)
| № | Учасник         | Образ           | Пісня                  | В'ячеслав Манучаров | Олена Гребенюк | Ольга Фреймут | Юрій Гальцев | 5 балів             | Всього |
| - | --------------- | --------------- | ---------------------- | ------------------- | -------------- | ------------- | ------------ | ------------------- | ------ |
| 1 | Азіза           | Едіта П'єха     | Наш Сосед              | 8                   | 9              | 10            | 12           | Кучера              | 44     |
| 2 | Стас Костюшкін  | Джордж Майкл    | Freedom                | 7                   | 12             | 12            | 7            |                     | 38     |
| 3 | Влад Топалов    | Енріке Іглесіас | Hero                   | 4                   | 4              | 9             | 6            | Максимова           | 28     |
| 4 | Поліна Гагаріна | Роббі Вільямс   | Rock DJ                | 12                  | 7              | 8             | 8            | Газманов            | 40     |
| 5 | Олена Максимова | Ніна Матвієнко  | Квітка душа            | 5                   | 8              | 7             | 5            |                     | 25     |
| 6 | Оскар Кучера    | Вітні Х'юстон   | I Will Always Love You | 9                   | 5              | 5             | 10           | Гагаріна, Шиловська | 39     |
| 7 | Аглая Шиловська | Земфира         | Іскала                 | 6                   | 6              | 4             | 4            | Азіза               | 25     |
| 8 | Родіон Газманов | Сергій Лемох    | Чао Бамбино            | 10                  | 10             | 6             | 9            | Костюшкін, Топалов  | 45     |

Рахунок після першого випуску:
1. Азіза —  140 бали
2. Оскар Кучера — 129 бал
3. Родіон Газманов —   128 балів
4. Стас Костюшкін —  113 бали
5. Поліна Гагаріна — 103 бали
6. Аглая Шиловская  — 83 балів
7. Олена Максимова —  78 балів
8. Влад Топалов —  78 балів

### Випуск 4 (2 лютого 2025)
| № | Учасник          | Образ              | Пісня                           | В'ячеслав Манучаров | Олена Гребенюк | Ольга Фреймут | Юрій Гальцев | 5 балів                    | Всього |
| - | ---------------- | ------------------ | ------------------------------- | ------------------- | -------------- | ------------- | ------------ | -------------------------- | ------ |
| 1 | Азіза            | Олександр Рибак    | Fairytale                       | 12                  | 12             | 12            | 12           |                            | 48     |
| 2 | Стас Костюшкін   | Крістіна Орбакайте | Перелетная птица                | 7                   | 10             | 10            | 10           |                            | 37     |
| 3 | Влад Топалов     | Григорій Лепс      | Она Не Твоя                     | 4                   | 8              | 7             | 9            |                            | 28     |
| 4 | Поліна Гагаріна  | Олег Скрипка       | День народження                 | 5                   | 4              | 6             | 4            | Топалов, Кучера            | 29     |
| 5 | Олена Максимова  | Томас Андерс       | You're My Heart, You're My Soul | 9                   | 9              | 8             | 8            | Гагаріна                   | 39     |
| 6 | Оскар Кучера     | Тіна Кароль        | Пупсик                          | 6                   | 6              | 5             | 7            | Максимова,Шиловськая       | 34     |
| 7 | Аглая Шиловськая | Тіна Тернер        | Private Dancer                  | 10                  | 5              | 9             | 6            |                            | 30     |
| 8 | Родіон Газманов  | Ірина Блійк        | О Любві                         | 8                   | 7              | 4             | 5            | Азіза, Костюшкін, Газманов | 39     |

Рахунок після першого випуску:
1. Азіза —  188 бали
2. Родіон Газманов —   167 балів
3. Оскар Кучера — 163 бал
4. Стас Костюшкін —  150 бали
5. Поліна Гагаріна — 132 бали
6. Олена Максимова —  117 балів
7. Аглая Шиловская  — 113  балів
8. Влад Топалов —  106 балів

### Випуск 5 (9 Лютий 2025)
| № | Учасник         | Образ            | Пісня                | В'ячеслав Манучаров | Олена Гребенюк | Ольга Фреймут | Юрій Гальцев | 5 балів                      | Всього |
| - | --------------- | ---------------- | -------------------- | ------------------- | -------------- | ------------- | ------------ | ---------------------------- | ------ |
| 1 | Азіза           | Борис Моїсеєв    | Звёздочка            | 8                   | 12             | 10            | 9            |                              | 39     |
| 2 | Стас Костюшкін  | Шер              | Strong Enough        | 7                   | 6              | 8             | 4            |                              | 25     |
| 3 | Влад Топалов    | Крістіна Агілера | Beautiful            | 9                   | 7              | 9             | 8            |                              | 33     |
| 4 | Поліна Гагаріна | Майкл Джексон    | Thriller             | 6                   | 8              | 4             | 5            | Максимова                    | 29     |
| 5 | Олена Максимова | Лариса Доліна    | Лобода в доме        | 5                   | 4              | 5             | 6            |                              | 20     |
| 6 | Оскар Кучера    | Надія Бабкіна    | Казачка Надя         | 12                  | 10             | 12            | 10           | Топалов, Шиловська, Газманов | 59     |
| 7 | Аглая Шиловська | Діма Білан       | Невозможное возможно | 4                   | 5              | 6             | 7            | Азиза                        | 27     |
| 8 | Родіон Газманов | Віктор Бронюк    | Сирожене пирожене    | 10                  | 9              | 7             | 12           | Костюшкін, Гагаріна, Кучера  | 53     |

Рахунок після першого випуску:
1. Азіза —  227 бали
2. Оскар Кучера — 222 бал
3. Родіон Газманов —   220 балів
4. Стас Костюшкін —  175 бали
5. Поліна Гагаріна — 161 бали
6. Аглая Шиловская  — 140  балів
7. Влад Топалов —  139 балів
8. Олена Максимова —  137 балів

### Випуск 6 (16 Лютий 2025)
| № | Учасник                      | Образ               | Пісня        | В'ячеслав Манучаров | Олена Гребенюк | Ольга Фреймут | Юрій Гальцев | 5 балів             | Всього |
| - | ---------------------------- | ------------------- | ------------ | ------------------- | -------------- | ------------- | ------------ | ------------------- | ------ |
| 1 | Азіза                        | Ленни Кравіц        | Fly Away     | 12                  | 12             | 10            | 8            | Шиловськая          | 47     |
| 2 | Стас Костюшкін               | Людмила Гурченко    | Хочешь       | 8                   | 9              | 9             | 9            |                     | 35     |
| 3 | Влад Топалов                 | Володимир Пресняков | Странник     | 9                   | 7              | 8             | 12           | Гагаріна            | 41     |
| 4 | Поліна Гагаріна              | Сосо Павлиашвили    | Радовать     | 6                   | 6              | 7             | 7            | Костюшкін           | 31     |
| 5 | Олена Максимова              | Руслана             | Дикі Танці   | 7                   | 8              | 5             | 6            |                     | 26     |
| 6 | Оскар Кучера і Ольга Фреймут | Мика Джаггера       | Satisfaction | 4                   | 4              | 6             | 4            | Азіза, Топалов      | 28     |
| 7 | Аглая Шиловськая             | Ёлка                | Прованс      | 5                   | 5              | 4             | 5            | Максимова, Газманов | 29     |
| 8 | Родіон Газманов              | Адриано Челентано   | Сусанна      | 10                  | 10             | 12            | 10           | Кучера              | 47     |

Рахунок після першого випуску:
1. Азіза —  274 бали
2. Родіон Газманов —   267 балів
3. Оскар Кучера — 250 бал
4. Стас Костюшкін —  210 бали
5. Поліна Гагаріна — 192 бали
6. Влад Топалов —  180 балів
7. Аглая Шиловская  — 169  балів
8. Олена Максимова —  163 балів

### Випуск 7 (23 Лютий 2025)
| № | Учасник                          | Образ            | Пісня                   | В'ячеслав Манучаров | Олена Гребенюк | Ольга Фреймут | Юрій Гальцев | 5 балів                                   | Всього |
| - | -------------------------------- | ---------------- | ----------------------- | ------------------- | -------------- | ------------- | ------------ | ----------------------------------------- | ------ |
| 1 | Азіза                            | Павло Зібров     | Хрещатик                | 4                   | 5              | 4             | 10           |                                           | 23     |
| 2 | Стас Костюшкін                   | Валерій Леонтьєв | Полет на дельтаплане    | 12                  | 12             | 12            | 12           | Гагаріна, Газманов                        | 58     |
| 3 | Влад Топалов                     | Фредді Мерк'юрі  | Don't Stop Me Now       | 5                   | 6              | 5             | 9            | Кучера                                    | 30     |
| 4 | Поліна Гагаріна                  | Діана Росс       | I Will Survive          | 9                   | 7              | 7             | 7            |                                           | 30     |
| 5 | Олена Максимова                  | Едіт Піаф        | Non Je Ne Regrette Rien | 6                   | 4              | 6             | 4            | Азіза                                     | 25     |
| 6 | Оскар Кучера                     | Джамалиa         | Маменькин сынок         | 10                  | 9              | 8             | 8            | Костюшкін, Топалов, Максимова, Шиловськая | 55     |
| 7 | Аглая Шиловськая                 | Наташа Корольова | Лето кастаньет          | 7                   | 8              | 9             | 5            |                                           | 29     |
| 8 | Родіон Газманов і Олена Гребенюк | Віктор Цой       | Мы ждем перемен         | 8                   | 10             | 10            | 6            |                                           | 34     |

Рахунок після першого випуску:
1. Оскар Кучера — 305 бал
2. Родіон Газманов —   301 балів
3. Азіза —  297 бали
4. Стас Костюшкін —  268 бали
5. Поліна Гагаріна — 222 бали
6. Влад Топалов —  210 балів
7. Аглая Шиловская  — 198 балів
8. Олена Максимова —  188 балів

### Випуск 8 (2 березень 2025)
| № | Учасник                                | Образ               | Пісня           | В'ячеслав Манучаров | Олена Гребенюк | Ольга Фреймут | Юрій Гальцев | 5 балів                    | Всього |
| - | -------------------------------------- | ------------------- | --------------- | ------------------- | -------------- | ------------- | ------------ | -------------------------- | ------ |
| 1 | Азіза                                  | Мерайя Кері         | Without You     | 10                  | 9              | 9             | 12           | Гагаріна                   | 45     |
| 2 | Стас Костюшкін                         | Таїсія Повалій      | Пісня про матір | 9                   | 8              | 8             | 10           | Азіза                      | 40     |
| 3 | Влад Топалов                           | PSY                 | Gangnam Style   | 4                   | 6              | 7             | 9            |                            | 26     |
| 4 | Поліна Гагаріна                        | Шура                | Твори добро     | 7                   | 7              | 4             | 6            |                            | 24     |
| 5 | Олена Максимова                        | Михайло Поплавський | Юний орел       | 12                  | 10             | 10            | 8            | Костюшкін, Топалов, Кучера | 55     |
| 6 | Оскар Кучера                           | Лара Фабіан         | Je T'Aime       | 8                   | 12             | 12            | 7            | Максимова, Шиловськая      | 49     |
| 7 | Аглая Шиловськая і В'ячеслав Манучаров | Лайза Мінеллі       | Mein Herr       | 5                   | 4              | 5             | 4            | Газманов                   | 23     |
| 8 | Родіон Газманов                        | Олена Ваєнга        | Курю            | 6                   | 5              | 6             | 5            |                            | 22     |

Рахунок після першого випуску:
1. Оскар Кучера — 354 бал
2. Азіза —  342 бали
3. Родіон Газманов —   323 балів
4. Стас Костюшкін —  308 бали
5. Поліна Гагаріна — 246 бали
6. Олена Максимова —  243 балів
7. Влад Топалов —  236 балів
8. Аглая Шиловская  — 221 балів

### Випуск 9 Півфінал (9 березень 2025)
| № | Учасник              | Образ              | Пісня                 | В'ячеслав Манучаров | Олена Гребенюк | Ольга Фреймут | Юрій Гальцев | 5 балів           | Всього |
| - | -------------------- | ------------------ | --------------------- | ------------------- | -------------- | ------------- | ------------ | ----------------- | ------ |
| 1 | Азіза і Юрій Гальцев | Валерій Меладзе    | Я не могу без тебя    | 9                   | 10             | 9             | 9            | Кучера, Газманов  | 47     |
| 2 | Стас Костюшкін       | Леді Гага          | Bad Romance           | 4                   | 7              | 8             | 8            |                   | 27     |
| 3 | Влад Топалов         | Олександр Малінлін | Очарована, околдована | 5                   | 5              | 7             | 7            | Гагаріна          | 29     |
| 4 | Поліна Гагаріна      | Шарль Азнавур      | Une Vie D'Amour       | 10                  | 9              | 12            | 12           | Азіза, Шиловськая | 53     |
| 5 | Олена Максимова      | П!нк               | Funhouse              | 6                   | 6              | 6             | 4            |                   | 22     |
| 6 | Оскар Кучера         | Емі Вайнхаус       | You Know I'm No Good  | 12                  | 12             | 10            | 10           | Максимова         | 49     |
| 7 | Аглая Шиловськая     | Микола Басков      | Натуральный блондин   | 7                   | 4              | 4             | 5            | Топалов           | 25     |
| 8 | Родіон Газманов      | Філіп Кіркоров     | Дива                  | 8                   | 8              | 5             | 6            | Костюшкін         | 32     |

Рахунок після першого випуску:
1. Оскар Кучера — 403 бал
2. Азіза —  389 бали
3. Родіон Газманов —   355 балів
4. Стас Костюшкін —  335 бали
5. Поліна Гагаріна — 299 бали
6. Олена Максимова —  265 балів
7. Влад Топалов —  265 балів
8. Аглая Шиловская  — 246 балів

### Випуск 10— Фінал (16 березень 2015)
| № | Учасник                                | Образ                               | Пісня                     | В'ячеслав Манучаров | Олена Гребенюк | Ольга Фреймут | Юрій Гальцев | 5 балів           | Всього |
| - | -------------------------------------- | ----------------------------------- | ------------------------- | ------------------- | -------------- | ------------- | ------------ | ----------------- | ------ |
| 1 | Татьяна Буланова                       | Метью Белламі                       | Feeling Good              | 8                   | 9              | 10            | 10           | Наталі            | 42     |
| 2 | Ренат Ибрагимов                        | Анна Герман                         | Эхо любви                 | 9                   | 8              | 12            | 12           |                   | 41     |
| 3 | Дмитрий Колдун                         | Гарік Сукачов                       | Моя бабушка курит трубку  | 12                  | 10             | 8             | 8            | Подольская        | 43     |
| 4 | Вітас I Тимур Родрігес                 | Ерос Рамазотті I Шер                | Più Che Puoi              | 10                  | 12             | 9             | 9            | Жасмін, Пресняков | 50     |
| 5 | Жасмін (співачка) i Наталья Подольская | Олександр Цекало i Лоліта Мілявська | Я обидилась               |                     |                |               |              |                   |        |
| 6 | Микита Пресняков iНаталі (співачка)    | Нік Кейв i Кайлі Міноуг             | Where the Wild Roses Grow |                     |                |               |              |                   |        |

КолдунРахунок після першого випуску:
1. Вітас — 493 бал
2. Дмитрий Колдун —  399 бали
3. Ренат Ибрагимов —  384 балів
4. Татьяна Буланова — 338 балів
5. Микита Пресняков  —  285 балів
6. Жасмін (співачка) —  281 балів
7. Наталі (співачка) —  281 балів
8. Наталья Подольская —  271 бали

## «Як дві краплі»
Після закінчення дії контракту з Новим каналом 6 жовтня 2013 року канал «Україна» запустив свою версію формату під назвою «Як дві краплі».